# Christopher O'Neill

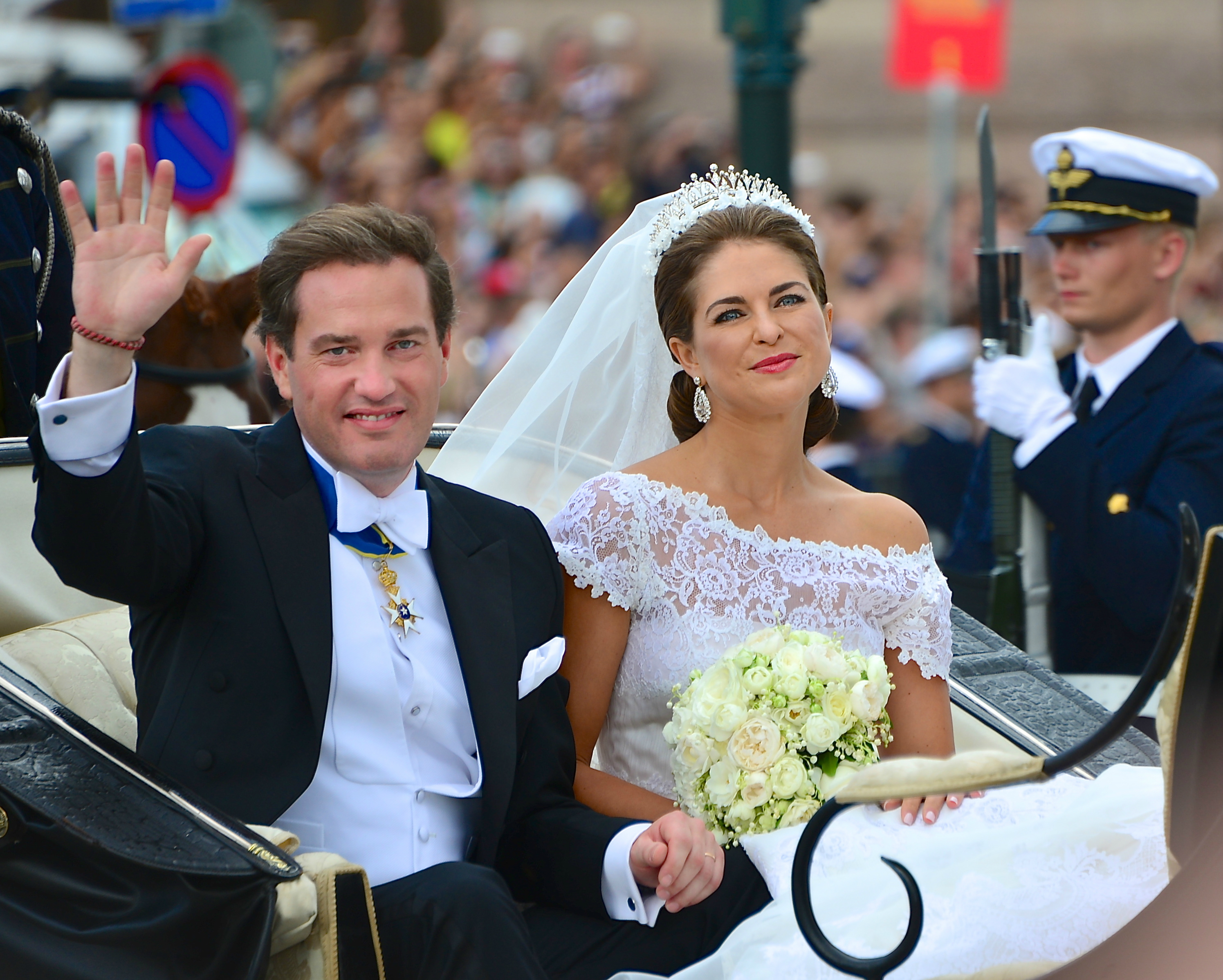
Christopher O’Neill en su boda con Magdalena de Suecia.

Christopher Paul O'Neill (Londres, 27 de junio de 1974) es el cónyuge de la princesa Magdalena de Suecia, desde el 8 de junio de 2013 y empresario de profesión. A pesar de estar casado con una princesa sueca, renunció a los títulos que le correspondían por matrimonio para continuar con su actividad empresarial. Por esta razón es miembro de la familia real sueca pero no de la Casa Real de Suecia.

## Biografía
Christopher Paul O'Neill nació en Londres, fruto del matrimonio entre el banquero americano Paul Cesario O'Neill y su segunda esposa, Eva María O'Neill (nacida Walter). Se crio en Londres y San Galo, así como en Austria y Alemania. Tiene doble nacionalidad estadounidense y británica. Su padre, Paul Cesario O'Neill (1926-2004), se trasladó a Londres en la década de 1960 para establecer la sede europea de Oppenheimer & Co. En esa ciudad conoce a su segunda esposa Eva María (de soltera Eva Maria Walter, nacida en Austria en 1940). O'Neill tiene dos hermanastras por parte de madre, Tatjana d'Abo y la condesa Natascha Abensberg-Traun; y tres por parte de padre: Stefanie, Annalisa y Karen.

## Educación y carrera
O'Neill se educó en el Instituto "auf dem Rosenberg" en San Galo, Suiza y se licenció en Relaciones Internacionales en la Universidad de Boston. Consiguió un MBA de la escuela de negocios de Columbia, en Nueva York. Fue socio y jefe de investigación de Noster capital y exempleado de NM Rothschild and Sons y Steinberg Asset Management.

## Noviazgo y compromiso
Christopher y Magdalena se conocieron a través de amigos en común en la ciudad de Nueva York y empezaron una bonita amistad la cual terminó en un romance. La primera vez que Christopher O'Neill y Magdalena de Suecia aparecieron juntos públicamente fue en el mes de enero de 2011. Su compromiso fue anunciado el 25 de octubre de 2012.

## Matrimonio y descendencia
La boda tuvo lugar el 8 de junio de 2013 en la capilla del Palacio Real de Estocolmo. El banquete tuvo lugar en el palacio de Drottningholm. Christopher O'Neill renunció a los títulos que le correspondían como consorte para continuar llevando una vida empresarial. Por tanto, no es un miembro de la Casa Real Sueca, pero sí es un miembro de la Familia Real Sueca.

### Hijos
- Leonor Lilian María, nacida el 20 de febrero de 2014.

- Nicolás Pablo Gustavo, nacido el 15 de junio de 2015.

- Adriana Josefina Alicia, nacida el 9 de marzo de 2018.

## Tratamientos y honores

### Tratamiento
| ● 27 de junio de 1974-presente: | Señor Christopher Paul O'Neill |

### Honores
Nacionales
- Caballero comendador de la Orden de la Estrella Polar (Reino de Suecia, 06/06/2013).[2]
- Medalla Conmemorativa del Jubileo de Rubí del rey Carlos XVI Gustavo (Reino de Suecia, 15/09/2013).[3]
- Medalla Conmemorativa del 70 aniversario del rey Carlos XVI Gustavo (Reino de Suecia, 30/04/2016).[4]
- Medalla Conmemorativa del Jubileo de Oro del Rey Carlos XVI Gustavo (15/09/2023).

Extranjeros
- Cruz de Gran Caballero de la Orden del Halcón (Islandia, 06/05/2025).